# St. Johannes der Täufer (Fischbach)

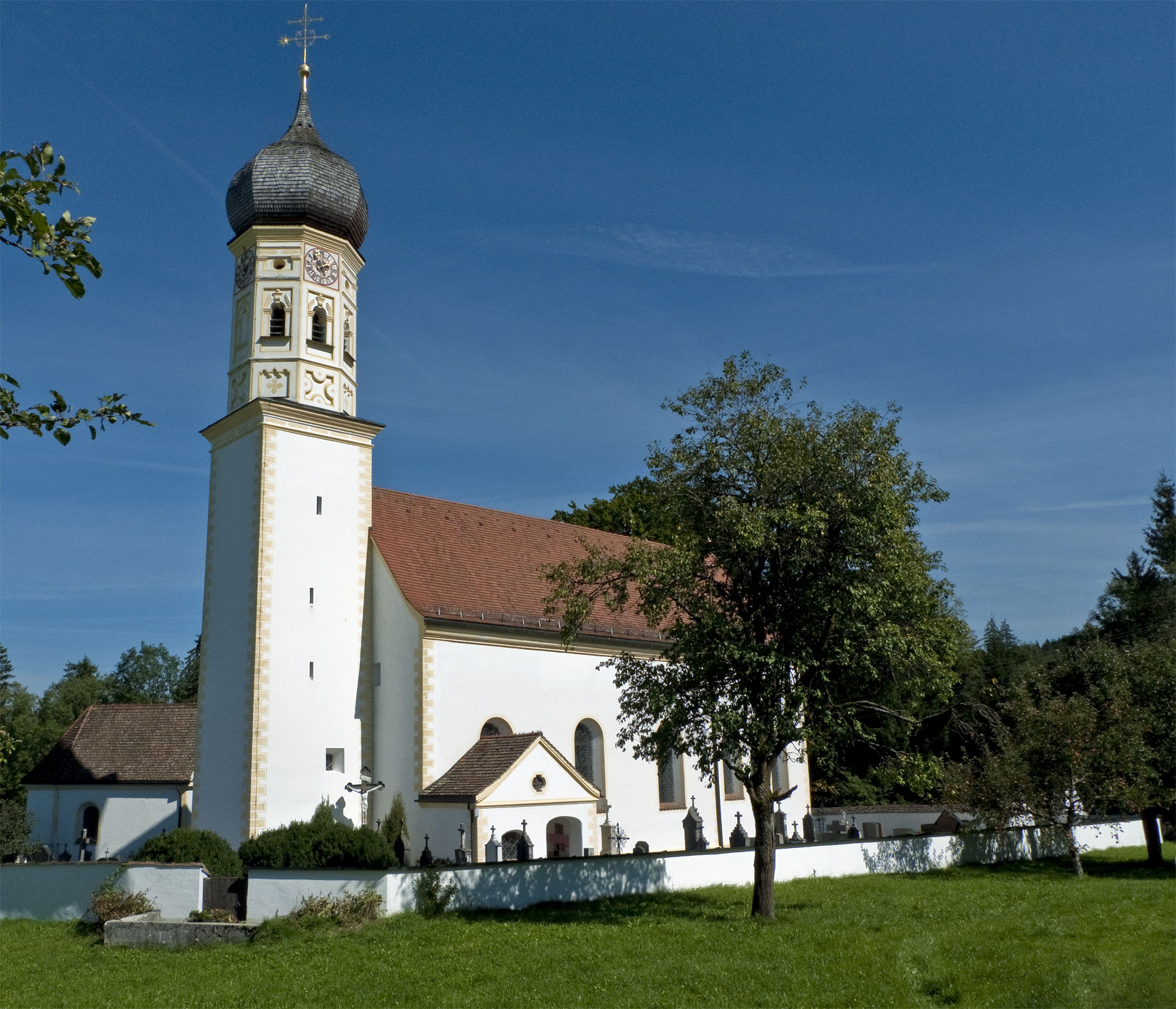
St. Johannes der Täufer in Fischbach

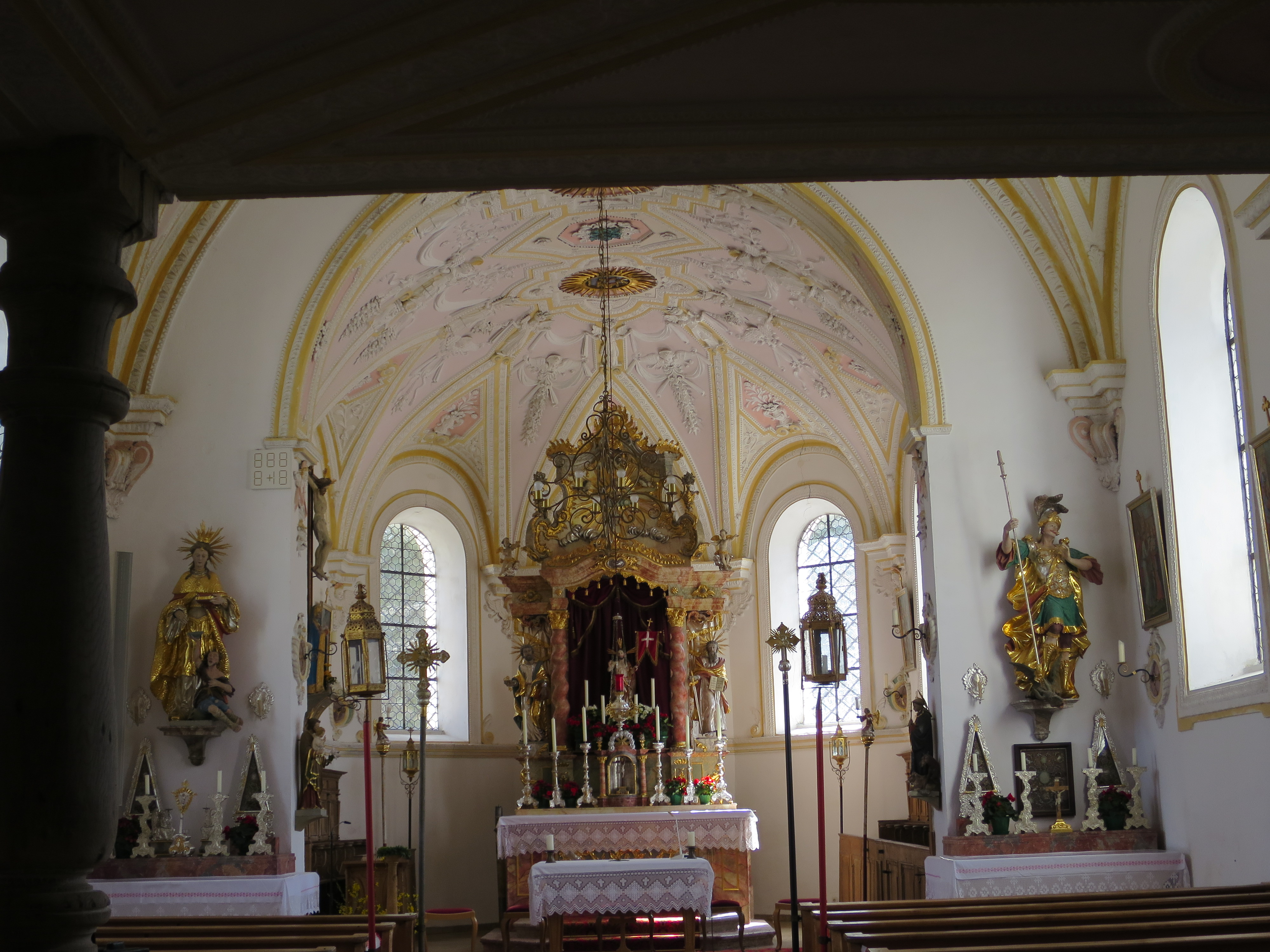
Innenansicht

Die römisch-katholische Filialkirche St. Johannes der Täufer steht in Fischbach, einem Gemeindeteil von Wackersberg im oberbayerischen Landkreis Bad Tölz-Wolfratshausen. Das Bauwerk ist in der Liste der Baudenkmäler in Wackersberg als Baudenkmal unter der Nr. D-1-73-145-46 eingetragen. Die Kirche gehört zum Dekanat Bad Tölz-Wolfratshausen im Erzbistum München und Freising.

## Beschreibung
Die barocke Saalkirche wurde 1671–76 nach einem Entwurf von Caspar Feichtmayr anstelle des spätgotischen Vorgängerbaus errichtet. Sie besteht aus dem Langhaus mit drei Jochen, dem eingezogenen, dreiseitig geschlossenen Chor im Osten, der Sakristei und dem Oratorium an der Nordwand des Chors und dem Kirchturm auf quadratischem Grundriss im Westen. Die achteckigen Obergeschosse des mit einer Zwiebelhaube bedeckten Turms enthalten den Glockenstuhl mit drei Kirchenglocken und die Turmuhr. Ein Vorzeichen im Westen der Südwand des Langhauses beherbergt das Portal. 
Die Innenräume des Langhauses und des Chors sind mit Stichkappengewölben auf Konsolen überspannt. Der Hochaltar wurde in der zweiten Hälfte des 18. Jahrhunderts von der Wallfahrtskirche St. Mariä Himmelfahrt in Pürten erworben.